# غار دربند رشی
غارهای دربند رشی ('۵۰°۳۶ شمالی، '۳۹°۴۹ شرقی) در جنوب روستای رشی در بخش رحمت آباد و بلوکات شهرستان رودبار (استان گیلان) و در ارتفاع حدود ۷۵۰ متر از سطح دریا واقع شده‌است. قلهٔ دُلفَک یا درفک نیز با ارتفاع نزدیک به ۲۷۳۳ متر از سطح دریا در این منطقه قرار دارد. این مکان‌های باستانی شامل غار کویل گر با طول تقریبی ۶۰ متر و غار جوکویله با طول تقریبی ۳۰ متر است که دهانه هر دو در جهت جنوب قرار دارد. 

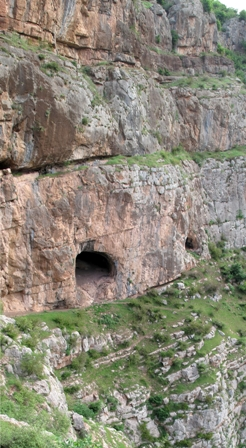
غارهای دربند رشی

## پیشینه مطالعات
غارهای دربند رشی نخستین بار به وسیلهٔ ولی جهانی (باستان‌شناس) در سال ۱۳۸۴ شناسایی شد و مورد بررسی قرار گرفت. در بررسی اولیه تعدادی قطعات سفال (هزاره اول پ م) و بقایای استخوان‌ جانوران و انسان در غار جوکویل و قطعات سفال هزاره اول پ م در غار کویل گر گردآوری شد. پس از بررسی اولیه، پروندهٔ ثبت این غار آماده شد و در مرداد ۸۴ با شماره ۱۳۲۱۹ به ثبت آثار ملی رسید. 
در بررسی‌های مجددی که توسط پژوهشگران موزه ملی ایران فریدون بیگلری (باستان‌شناس) و سونیا شیدرنگ به همراهی ولی جهانی در سال ۱۳۸۶انجام شد، علاوه بر بقایای سنگواره ای جانوران (از جمله خرس غار)، تعدادی ابزار سنگی شامل یک ساطور، تراشه روتوش شده، سنگ مادر و ضایعات تراش سنگ یافت شد که مربوط به دوره پارینه سنگی قدیم بودند. در اردیبهشت ماه سال ۱۳۹۱ نخستین فصل گمانه زنی در غار دربند به سرپرستی بیگلری و معاونت جهانی، مسئول وقت مرکز باستان‌شناسی گیلان و مشارکت متخصصین میان رشته‌ای انجام شد. در نتیجه این گمانه زنی، مجموعه غنی از بقایای باستان شناختی شامل سنگواره جانوران و دست ساخته‌های سنگی به جای مانده از شهروندان غار کشف شد که باستان شناسان را در شناخت یکی از ناشناخته‌ترین و کهن‌ترین ادوار پیش از تاریخ ایران یاری می‌کند. 

## اهمیت

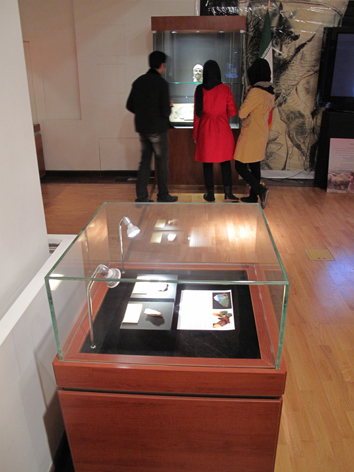
نمایشگاه منتخبی از آثار پارینه سنگی کشف شده در غار دربند رشی در موزه ملی ایران

طبق تاریخگذاری بقایای سنگواره و همچنین فناوری دست ساخته‌های سنگی، این غار در اواخر دوره پارینه سنگی قدیم، در یک دوره نسبتا گرم و مرطوب بین دویست تا دویست و پنجاه هزار سال پیش مورداستفاده فصلی شکارگران عصر سنگ بوده‌است. شهروندان غار حیواناتی چون گاو وحشی، گون و بزکوهی را شکار می کردند و از سنگهای آذرین و آتش زنه ابزارهای سنگی می ساختند. کشف بقایای گونه منقرض شده خرس غار نشان می‌دهد که غار در فصول سرد محل زمستان خوابی این گونه بوده است.
با توجه به اهمیت این مجموعه از لحاظ تاریخی و میراث طبیعی، پیشنهاد ثبت آن در فهرست میراث جهانی یونسکو مطرح شده است.

## وضعیت موجود
این غارها در دره دربند و در محدوده جنگلهای هیرکانی قرار دارند که دارای چشم انداز بکر و دست نخورده‌ای است. با توجه به جاذبه‌های طبیعی دره و دسترسی آسان به آن، در سالهای اخیر یکی از مقاصد اصلی تورهای گردشگری گیلان و تهران است که متاسفانه به علت نبود مدیریت باعث انباشت زباله در منطقه، آسیب به پوشش گیاهی و همچنین یادگار نویسی در دیواره غارها و شکستن چکنده‌های طبیعی غارها شده است. همچنین سروصدای بازدیدکنندگان باعث شده که جمعیت خفاشهای ساکن غار بزرگ دچار کاهش شوند.
انتشار خبری از سوی اداره کل میراث فرهنگی گیلان مبنی بر بهره برداری از غارهای دربند رشی به عنوان رستوران و بازارچه صنایع دستی با انتقادات و اعتراض فراوان در رسانه ها و فضای مجازی روبرو شد.